# 55甲型炮艇
55甲型炮艇（北约称汕頭级）。是中国人民解放军海军装备的中国设计制造的第二代炮艇。
解放军海军于1952年開始生產"53甲"型第一代巡邏砲艇後，又在1954年利用蘇聯P-6級魚雷艇的艇形圖紙設計了一種75噸級的木殼護衛艇，1955年將木殼改鐵殼后，即為"55甲"型(又稱"汕頭"級)，并投入量產，前後共生產了76艘。由于鱼雷管只占用甲板空间，55型安装2座淡水冷却的露天旋转炮塔后，重量增加且须占用舱内空间，所以比P-6型增重约10吨，而原4台1200马力动力中的2台也被换为体积较小的300马力引擎。因船体线形未变，比功率下跌，使55艇最快也只处于滑行艇滑起前高阻的状态，当时被评价为“滑不起来的滑行艇”，航速只达到了22.5节，只及P-6艇的一半。后在第三代100吨级炮艇设计时考虑到了这个问题，第三代炮艇比功率与55甲接近，而采用适于远海的刀形首，达到了33节最大航速。
55甲型巡邏艇曾參加多次台海戰役。1958年的九二海戰中,556,557,558三艘本級艇曾與"沱江"艦戰鬥；1959年二月，東海艦隊護衛艇隊的565,566,567三艘艇擊沉了國軍海軍的"62"號砲艇。